# Flore endémique des Mascareignes
 (octobre 2017).
Si vous disposez d'ouvrages ou d'articles de référence ou si vous connaissez des sites web de qualité traitant du thème abordé ici, merci de compléter l'article en donnant les références utiles à sa vérifiabilité et en les liant à la section « Notes et références ».
La flore endémique des Mascareignes regroupe les espèces végétales endémiques de l'archipel de l'océan Indien que l'on appelle les Mascareignes et dont les noms scientifiques sont ici classés selon l'ordre alphabétique.
Attention, la liste n'inclut pas les espèces qui sont endémiques à une seule des trois îles principales ou aux îlots qui n'entourent que l'une d'entre elles :
- une liste des espèces végétales endémiques de la Réunion est consacrée à La Réunion ;
- une liste des espèces végétales endémiques de l'île Maurice est consacrée à l'île Maurice ;
- une liste des espèces végétales endémiques de Rodrigues est consacrée à Rodrigues.

La liste qui suit regroupe donc les espèces endémiques de l'archipel présentes dans au moins deux des trois îles principales. Elle n'est pas exhaustive et demande à être complétée.

## A
- Acalypha integrifolia - Bois queue de rat.
- Acanthophoenix rubra - Palmiste rouge.
- Allophyllus cobbe - Bois trois feuilles.
- Antidesma madagascariense - Bois bigayon.
- Antirhea bifurcata - Bois goudron.
- Antirhea borbonica - Bois lousteau.

## C
- Calophyllum tacamahaca - Takamaka des Hauts.
- Carissa xylopicron - Bois amer.
- Clerodendrum heterophyllum - Bois de chenille.
- Cordemoya integrifolia - Bois de perroquet.
- Cossinia pinnata - Bois de Judas.
- Cyathea excelsa - Fandia.

## D
- Dictyosperma album - Palmiste blanc.
- Dombeya acutangula - Mahot tantan.
- Doratoxylon apetalum - Bois de sagaie rouge.
- Dracaena reflexa - Bois de chandelle.

## E
- Elaeodendron orientale - Bois d'olive.
- Embelia angustifolia - Liane poilly.
- Embelia micrantha - Liane poilly.
- Erythroxylum laurifolium - Bois de ronde.

## F
- Faujasiopsis flexuosa - Bois cassant.
- Foetidia mauritiana - Bois puant.

## G
- Gastonia cutispongia - Bois d'éponge.
- Geniostoma borbonicum - Bois de piment.
- Grangeria borbonica - Bois de buis.

## H
- Hibiscus boryanus - Foulsapate marron.

## J
- Jumella fragrans - Faham.

## M
- Mussaenda landia - Quinquina indigène.

## N
- Nuxia verticillata - Bois maigre.

## O
- Obetia ficifolia - Bois d'ortie.

## P
- Phylica nitida - Ambaville bâtard.
- Phyllanthus casticum - Bois caustique.
- Pisonia costata ou lanceolata - Mapou.
- Pisonia grandis - Mapou.
- Polygonum poirettii - Persicaire.
- Psiloxylon mauritianum - Bois Bigaignon.

## S
- Scolopia heterophylla - Bois de bouchon.

## T
- Tabernaemontana mauritiana - Bois de lait.
- Turraea casimiriana - Bois de Quivi.
- Turraea oppositifolia - Bois café.

## W
- Weinmannia tinctoria - Tan rouge

## Z
- Zanthoxylum heterophyllum - Bois de poivre.